# شكولن
اشكولن (بالألمانية: Schkölen) هي بلدة ألمانية تقع في ألمانيا في تورينغن. يقدر عدد سكانها بـ 2,843 نسمة.